# شتنورت
شتنورت (به لهستانی:  Sztynort) یک منطقهٔ مسکونی در لهستان است که در گمینا ونگوژوو واقع شده‌است. شتنورت ۱۷۰ نفر جمعیت دارد.